# عين الإعصار

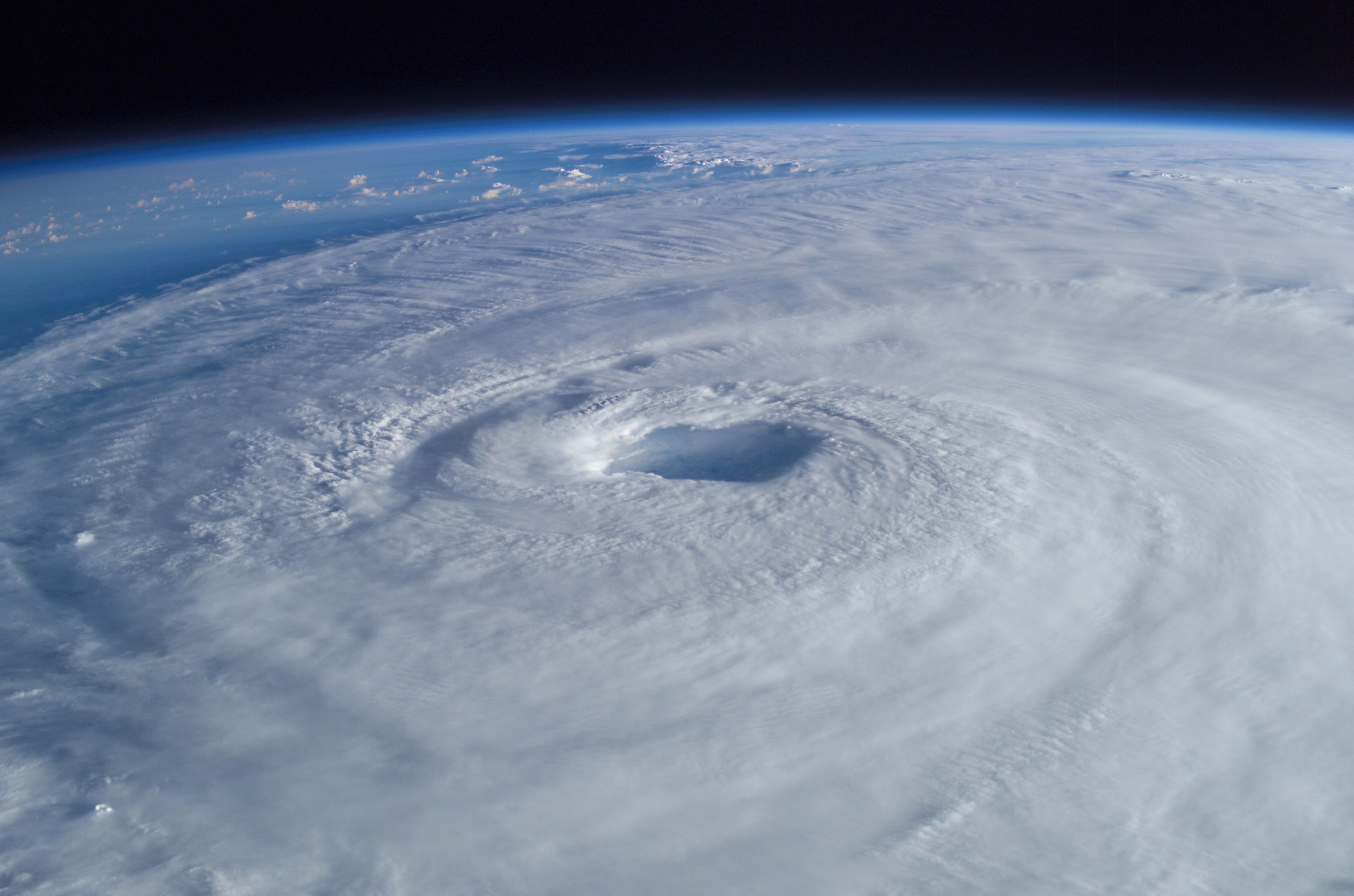

عين الإعصار هي منطقة تتميز بالجو الهادئ عموماً في وسط الأعاصير الإستوائية القوية. عين الإعصار هي منطقة شبه دائرية قطرها يتراوح عادةً من 30 إلى 65 كم (20-40 ميل). هذه العين محاطة بجدار العين , و هو عبارة عن حلقة من العواصف الرعدية الشاهقة ذات الطقس القاسي. يوجد الضغط الجوي الأكثر انخفاضاً في منطقة العين، فقد يصل إلى 15% أقل من الضغط الجوي خارج العاصفة.
تمتاز العين في الأعاصير الاستوائية القوية برياح خفيفة وسماوات صافية، كما يحيط بها من جميع الجوانب جدار العين، ويكون مرتفع ومتناسق.